# Lilium callosum
Lilium callosum är en liljeväxtart som beskrevs av Philipp Franz von Siebold och Joseph Gerhard Zuccarini. Lilium callosum ingår i släktet liljor, och familjen liljeväxter.

## Underarter
Arten delas in i följande underarter:
- L. c. callosum
- L. c. flaviflorum

## Bildgalleri

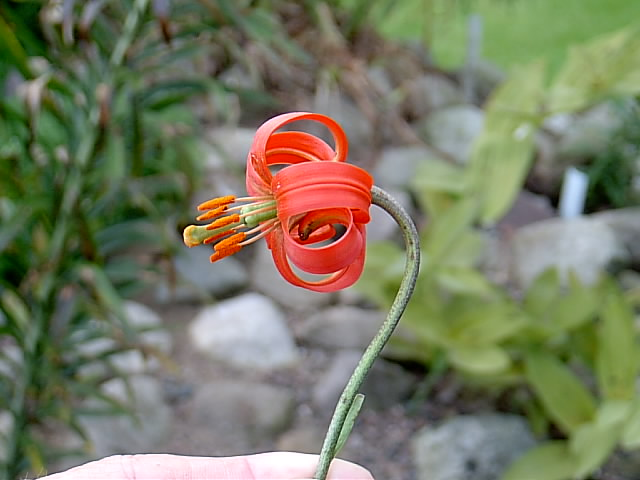
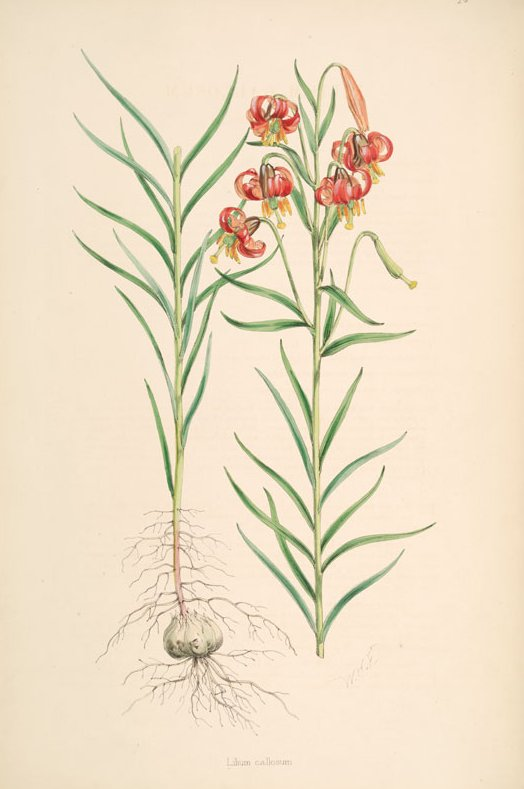
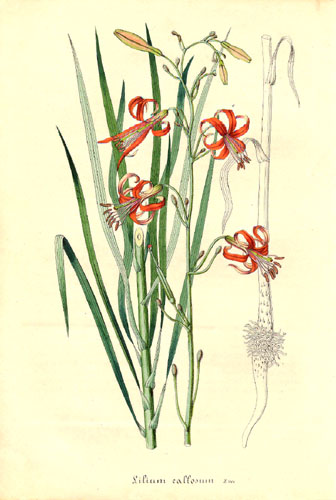